# 1292
1292 (MCCXCII) je bilo prestopno leto, ki se je po julijanskem koledarju začelo na torek.

## Dogodki
- januar - Štajerska: ob nepravem času, ko avstrijski in štajerski vojvoda Albert I. Habsburški kandidira za nemškega kralja, se mu upro plemiči na Štajerskem. Tri mesece kasneje jim obnovi privilegije in jih s tem pomiri.
- 6. februar - Umrlega montferraškega markiza Vilijema VII. nasledi nesposobni sin Ivan I.
- 4. april - Umre papež Nikolaj IV.. Ponovno traja daljša sedisvakanca do leta → 1294.
  - Anglija: še pred smrtjo papeža angleški kleriki dokončajo davčno reformo Taxatio Ecclesiastica, v kateri so na novo ovrednoteni prihodki angleške cerkve. Desetina prihodkov Cerkve gre angleški kroni.
- 16. april - Umre veliki mojster vitezov templarjev Thibaud Gaudin. Nasledi ga Jacques de Molay, 23. in zadnji veliki mojster po seznamu.
- 5. maj - Nemčija: za novega nemškega kralja je izvoljen grof Nassaua Adolf Nassauški. Velik vpliv pri izvolitvi novega nemškega kralja ima češki kralj Venčeslav II., ki po smrti Rudolfa I. odreče podporo Habsburškemu kandidatu Albertu. Novi nemški kralj Adolf obljubi Venčeslavu podporo pri ponovni pridobitvi vojvodin Štajerska in Avstrija, ki jih je njegovemu očetu Otokarju II. odvzel Rudolf I.
- 24. junij - Aachen: kronanje Adolfa Nassauškega za nemškega kralja.

- 17. november - Škotska nasledstvena kriza: angleški kralj Edvard I., ki ga je prejšnje leto škotski parlament pooblastil pri mediaciji, izmed 13 kandidatov izbere za novega škotskega kralja Johna Balliola, za katerega meni, da je dovolj upogljiv in ubogljiv. 1296 ↔
- 8. december - Umre canterburyjski nadškof John Peckham, ki je bil hkrati pomemben učenjak svojega časa. Nasledi ga Robert Winchelsey.
- 26. december - Newcastle: novi škotski kralj John Balliol  se pokloni angleškemu kralju Edvardu I.
- Bolgarija: izgnani bolgarski car Jurij Terter I. umre v obskurnosti nekje v bizantinski Anatoliji. Vladar Zlate horde Nogaj Kan namesti za novega carja Bolgarov plemiča Smileca, o katerem ni kaj znano razen, da je poročen z bizantinsko princeso iz hiše Paleologov.
- Gruzija: umre gruzijski kralj Vahtang II.. Nasledi ga bratranec David VIII.
- Kilikijska Armenija: potem, ko je opravil s križarji, se egiptovski mameluški sultan Al-Ašraf Halil vrne k tradiciji svojih prednikov in začne ponovno pleniti po tej krščanski kraljevini, ki je hkrati tesen mongolski vazal.
- Severna osrednja Turčija, obala Črnega morja: ustanovitev turške dinastije Isfendijaridov, ki jo stoletje in pol kasneje asimilirajo Osmani. 1461 ↔
- Tajska: kralj Mangrai iz Kraljevine Lanna osvoji kraljevino Hariphunchai, ki je pripadala etnični skupini Mon.
- Java, Sumatra: javanski kralj kraljevine Singhasari Kertanegara postane nepazljiv, ko večino javanske vojske usmeri v osvojitev sosednje Sumatre, da bi si pripravil teren za soočenje z Mongoli. Vojaški vakuum na Javi izkoristi Džajakatvang, en od močnejših vazalov, ki napade kraljevo palačo v prestolnici in umori kralja Kertanegaro ter se razglasi za novega kralja (za kratek čas) obnovljene kraljevine Kediri. Kertanegarov sin Raden Vidžaja pobegne na sosednji otok Maduro, kjer pričaka mongolsko invazijsko floto. 1293 ↔

## Rojstva
- 15. januar - Ivana II., burgundska grofica, francoska kraljica († 1330)
- 20. januar - Elizabeta Pšemisl, češka kraljica († 1330)
- 28. januar - Ibn Kaijijim Al Džauzija, islamski pravnik šole hanbali († 1350)
- 3. oktober - Eleanor de Clare, angleška plemkinja, žena Hugha Despenserja mlajšega († 1337)

Neznan datum
- Gerhard III. Holsteinski,  nemški plemič, danski oligarh, grof Holstein-Rendsburga († 1340)
- Ivan VI. Kantakuzen, bizantinski cesar in zgodovinar († 1383)
- Elisenda de Montcada, aragonska kraljica († 1364)
- Rihard iz Wallingforda, angleški matematik, astronom in astrolog († 1336)

## Smrti
- 6. februar - Vilijem VII. Veliki, montferraški markiz (* 1240)
- 4. april - papež Nikolaj IV. (* 1227)
- 16. april - Thibaud Gaudin, 22. veliki mojster vitezov templarjev
- 24. julij - Kinga Poljska, ogrska princesa, poljska kraljica in svetnica (* 1224)
- 8. december - John Peckham, canterburyjski nadškof, teolog in matematik (* 1230)

Neznan darum
- Guido da Suzzara, italijanski pravnik (* 1225)
- Guiraut Riquier, provansalski trubadur (* 1230)
- Jurij Terter I., bolgarski car
- Lucija Tripolitanska, zadnja grofica Tripolija
- Kertanegara, javanski kralj Singhasarija
- Rhys ap Maredudd, valižanski upornik (* 1250)
- Vahtang II., gruzijski kralj